# Шорманн, Клаус
Клаус Шорманн (нем. Klaus Schormann); род. 17 июля 1946, Гёттинген, Нижняя Саксония) — немецкий спортивный функционер, президент Международного союза современного пятиборья.

## Биография
В Педагогическом институте Югенхайма изучал искусство и спорт с 1964 года по 1968 год. В дальнейшем продолжил обучение в Техническом университете Дармштадта.
После получения диплома работал учителем в гессенской школьной службе. В 2004 году его направили в министерство культуры земли Гессен, в 2008 году перешёл в министерство внутренних дел земли Гессен, где проработал до 2011 года.

## Карьера спортивного функционера
Карьеру в области спортивной деятельности начал тренером физкультурно-спортивного товарищества города Услар.
В 1968 году занял должность попечителя по делам молодежи Гессенской ассоциации современного пятиборья. С 1972 года по 1976 год занимал аналогичную должность в Немецкой ассоциации современного пятиборья. В 1976 г. был избран президентом Гессенской ассоциации современного пятиборья.
В 1984 году стал президентом Немецкой ассоциации современного пятиборья. С 1993 года и до настоящего времени возглавляет Международный союз современного пятиборья.
Среди изменений, произошедших во время руководства Шорманна, введение женского пятиборья на летних Олимпийских играх (Сидней, 2000), возврат к однодневному формату (1993), создание многоборья (бег/стрельба), которое затем трансформировалось в отдельный вид спорта лазер-ран. Выступает за отмену конной скачки как одного из соревнований в пятиборье